# Universitäre Psychiatrische Dienste Bern
Die Universitären Psychiatrischen Dienste Bern (UPD) umfassen die psychiatrischen/psychotherapeutischen Universitätsspitäler der Universität Bern und sind das Kompetenzzentrum für Psychiatrie und Psychotherapie im Kanton Bern und den angrenzenden Kantonen. Die UPD wurde 1995 durch Zusammenschluss von Kliniken gegründet und ist seit 2017 eine selbständige gemeinnützige Aktiengesellschaft im Besitz des Kantons.
Ihr kantonaler Leistungsauftrag umfasst die psychiatrische Grundversorgung aller Altersgruppen in der Region Bern sowie von Kindern und Jugendlichen im ganzen Kanton Bern und Angebote im Bereich der Wohn- und Arbeitsrehabilitation.

## Beschreibung
Die UPD ist das Kompetenzzentrum für Psychiatrie und Psychotherapie in Bern und angrenzenden Kantonen. Sie bietet die gesamte psychiatrische Versorgungskette von der Früherkennung über die ambulante, teilstationäre und stationäre Behandlung bis hin zur Rehabilitation und Reintegration von Menschen mit einer psychischen Erkrankung an. Als Universitätsspital leistet die UPD zudem einen wesentlichen Beitrag zur psychiatrischen Spezialversorgung sowie zur Aus-, Weiter- und Fortbildung, Lehre und Forschung. Mehrere entsprechend qualifizierte Leitungspersonen aus dem akademischen Bereich, darunter alle Klinikdirektoren, sind zugleich Professoren der Universität Bern.
Die UPD ist eine privatrechtliche Aktiengesellschaft, der Kanton Bern ist Alleinaktionär. Das Aktienkapital wurde 2017 auf 39,4 Millionen Franken festgelegt.

## Heutige Struktur
Heute verfügt die UPD über ein umfassendes Angebot für jüngere und ältere Erwachsene sowie Kinder und Jugendliche. Sie betreibt laut Eigenangaben über 25 Standorte im Kanton Bern. und beschäftigt mehr als 1700 Mitarbeiter. Den traditionellen Kern bildet der heute Campus Bolligenstrasse genannte Standort im Nordosten der Stadt Bern, früher wurden Klinik und Gelände auch die Waldau genannt.
Die UPD Bern besteht heute aus folgenden Kliniken und Direktionen:
- Universitätsklinik für Psychiatrie und Psychotherapie (Bern, Bolligenstrasse)
  - Ambulante Sprechstunde am Standort Murtenstrasse[9]
  - Zentren der UPP[10]
    - Zentrum für Affektive Erkrankungen (Stationen Lenoir und Freiburghaus)
    - Zentrum für Neuropsychiatrie (Stationen Wernicke und Schneeberger)
    - Zentrum für Schizophrenie und Psychose (Stationen Marbach und Lüthi)
    - Zentrum für Suchtpsychiatrie (Station Saxer)
    - Zentrum Psychotherapie (Station Schwartzlin)

  - Interdisziplinäres Neurozentrum des Inselspitals und der UPD[11]
  - Kriseninterventionszentrum KIZ und intensivpsychiatrische Stationen Wernicke am Standort Inselspital sowie Schneeberger am Standort Bolligenstrasse
  - Privatstation König für zusatzversicherte Patienten (Bolligenstrasse)
- Universitätsklinik für Kinder- und Jugendpsychiatrie und Psychotherapie[12]
  - FETZ Bern, Berner Früherkennungs- und Therapiezentrum für psychische Krisen (Bern, Hallerstrasse) Ziel, Anzeichen einer beginnenden psychischen Störung bei Kindern, Jugendlichen und jungen Erwachsenen zwischen 8 und 18 Jahren, sowie Erwachsene bis 40 Jahren früh abzuklären, um Betroffene und ihre Angehörigen beraten zu können.[13]
  - Berner Zentrum für Essstörungen im Kindes- und Jugendalter[14]
    - Therapiezentrum für Essstörungen TZE (Moosseedorf)
    - Ambulatorium für Essstörungen (Bern Hallerstrasse)
- Universitätsklinik für Alterspsychiatrie und Psychotherapie
  - Ambulante Angebote Murtenstrasse (Inselareal)
  - Alterspsychiatrische Tageskliniken Murtenstrasse und Bolligenstrasse
  - Stationen Streit und Beyeler (Akutstationen) am Standort Bolligenstrasse (Zentralgebäude)[15]
- Universitätsklinik für Forensische Psychiatrie und Psychologie (FFP, seit Februar 2024)[16]
- Zentrum Psychiatrische Rehabilitation (Arbeit-, Wohn- und Freizeiteinrichtungen der UPD seit Mai 2018)[17][18]
  - Tagesstätte Ost (Bern, Moserstrasse), Tagesstätte Mitte (Bern, Murtenstrasse), Tagesstätte West  (Bern, Looslistrasse)
  - Direktion Psychiatrische Rehabilitation (Köniz)[19]
  - Werkstätten Bern (u. a. Gärtnerei, Holzplatz und Holzwerkstatt, Töpferei und Keramikwerkstatt, Textilwerkstatt)[20]
  - Wohnverbund UPD Kehrsatz und Wohnverbund UPD Oberburg[21]
- Direktionen  für Medizin und Pflege, für Lehre und Forschung für Human Resources, der Betriebe und für Finanzen

Das Recovery College Bern ist als eine Initiative der UPD entstanden. Es bietet Lern- und Austauschmöglichkeiten zu den Themen psychische Gesundheit, psychische Krisen und selbstbestimmte Lebensgestaltung. Die finanzielle und personelle Unterstützung durch die UPD wurde ab 1. Februar 2024 gestrichen. Das Frühlingssemester 2024 wird wie geplant durchgeführt. Im Februar 2024 wurde ein Verein Recovery College Bern gegründet, der offen für neue fördernde Mitglieder ist. Der Berner Stadtpräsident, die Berner Fachhochschule BFH, Departement Gesundheit, die Gesundheits-, Sozial- und Integrationsdirektion des Kantons Bern (GSI) und die Stiftung Selbsthilfe Schweiz haben das Patronat übernommen.
Das Freizeitzentrum metro sowie die Werkstatt Holzplatz wurden laut Medienmitteilung der UPD ebenfalls aus Kostengründen geschlossen. Das Freizeitzentrum wurde per 29. März 2024 geschlossen, eine Anschlusslösung wird gesucht.
Im Juni 2024 wird mitgeteilt, dass es für die Sozialangebote metro und Recovery College berechtigte Hoffnungen auf eine Weiterführung gebe. Der Grosse Rat hat einen entsprechenden Vorstoss überwiesen, der dies sicherstellen soll. Für das Angebot metro sei bereits eine temporäre Lösung gefunden worden.
Auch für den Holzplatz wird eine Weiterführung abgeklärt. Holz aus den Beständen kann weiter geliefert werden.

## Leitungsgremien und -personen

### Direktoren von der Bernischen Kantonalen Irrenanstalt bis zur Klinik für Psychiatrie und Psychotherapie
Die Direktoren waren zugleich Professoren der Universität Bern, angegeben sind auch die jeweiligen Namen der Einrichtung:
- 1855–1859: Albrecht Tribolet, 1834 a.o. Prof. für Gerichtliche Medizin und syphilitische Krankheiten, Irren, Heil- und Pflegeanstalt Waldau
- 1859–1890: Rudolf Schärer 1874 a.o. Prof. für Psychiatrie. 1884 Bernische kantonale Irrenanstalt Waldau
- 1890–1933: Wilhelm von Speyr 1889 a.o. Prof., 1920 o. Prof. für Psychiatrie
- 1933–1954: Jakob Klaesi 1933 a.o. Prof., 1936 o. Prof. für Psychiatrie, 1936 Reorganisation der Kantonalen Heil- und Pflegeanstalt Waldau[29]
- 1954–1963: Max Müller 1944 a.o. Prof., 1954 o. Prof. für Psychiatrie
- 1963–1978: Hans Walther-Büel 1956 a.o. Prof., 1963 o. Prof. für Psychiatrie, ab 1967 Umbenennung in Psychiatrische Universitätsklinik PUK,
- 1979–1998: Wolfgang Böker, 1978 o. Prof. für Psychiatrie, ab 1996 Psychiatrische Universitätsklinik für Erwachsene  «UPD Bern Ost»
- 1998–1/2024: Werner Strik 1998 o. Prof. für Psychiatrie, am Ende o. Prof. für Psychiatrie und Psychotherapie, seit 2011 Universitätsklinik für Psychiatrie und Psychotherapie
- seit 2/2024: Kristina Adorjan, 2004 o. Prof. für Psychiatrie und Psychotherapie

### Leitung der UPD

#### Direktoren von der Gründung 1996 bis 2016
- 1996–2000: Christiane Roth
- 2000–2002: Werner Strik ad interim
- 2002–2008: Bruno Guggisberg[30]
- 2008–2011: Karl Studer ad interim[31]
- 2011–2012: Regula Mader[32][33]
- 2012–2014: Nicoletta della Valle[34] und Urs P. Mosimann als interimistische Co-Vorsitzende[35]
- 2014–2016: Stefan Aebi[36]

#### Verselbstständigung zu einer gemeinnützigen Aktiengesellschaft per 1. Januar 2017
Das Aufsichtsgremium der AG ist ein siebenköpfiger Verwaltungsrat, der durch den Regierungsrat des Kantons Bern gewählt wird. Der Rektor der Universität ist Mitglied dieses Verwaltungsrates. Das operative Führungsorgan ist die Geschäftsleitung. Der Dekan der Medizinischen Fakultät ist hier Mitglied. Weitere Mitglieder sind die Direktoren der Kliniken, der Direktor für Lehre und Forschung und die anderer Einrichtungen.

##### Vorsitzende der Geschäftsleitung
- 2017–2021: Stefan Aebi[36]
- 2021–2022: Alexandre Schmidt[36]
- 2022: Dominique Schmid ad interim[38]
- 2023–Juni 2024: Oliver Grossen[38][39]
- ab Juli 2024: Josef Müller[40]

##### Verwaltungsratspräsidenten
- 2017–2022: Heinz Hänni[38]
- 2022–Juni 2024: Patricia Kellerhals[38][39][41]
- seit Juni 2024 Christoph Egger[42]

## Standorte und Ausbaupläne

### Sparmassnahmen und Auseinandersetzungen 2024
Durch sinkende Einnahmen und steigende Kosten muss die UPD ab 2024 Einsparungen vornehmen. Der Verwaltungsrat hat beschlossen, Stellen im Sozialdienst abzubauen und tariflich nicht finanzierte Leistungen einzustellen. Dazu gehöre auch die Schliessung des "Recovery Colleges Bern", des Freizeitzentrums "Metro" und der Werkstatt "Holzplatz". Der Fachkräftemangel, der Bettenabbau wegen fehlendem Personal und die allgemeine Teuerung führe zu höheren Ausgaben und der Bedarf an psychiatrischer Versorgung steige stetig an. Der Versorgungsauftrag könne seitens der UPD weiterhin gewährleistet werden. Allerdings würden wichtige ergänzende Angebote in der Versorgungskette wegfallen.
Gegen die Sparmassnahmen gibt es zunehmenden Widerstand. Zehn Berufs- und Gesundheitsorganisationen haben eine Allianz gebildet. Auch die Sozialarbeits-Verbände haben Widerstand gegen die Sparmassnahmen angekündigt. Die Versorgungssituation in der Psychiatrie sei ohnehin bereits prekär. Mit der Streichung verlagere sich ein grosser Mehraufwand auf die bereits schon sehr belasteten Fachpersonen, wird befürchtet. Streichung ambulanter Angebote führe zu mehr und teureren stationären Aufenthalten. Der Kanton sei dafür verantwortlich, solche Angebote zu finanzieren. Am 1. Februar übergaben Vertreter der Gewerkschaft Schweizerischer Verband des Personals öffentlicher Dienste (VPOD) dem Kommunikationschef der kantonalen Gesundheitsdirektion eine Petition mit 6571 Unterschriften. Darin wird gefordert, dass der Kanton sofort die nötigen finanziellen Mittel zur Verfügung stellen soll, damit die psychiatrischen Angebote weitergeführt und der steigenden Nachfrage angepasst werden können.
Einige Berufsverbände kritisierten den Kanton, der dafür verantwortlich sei, diese Angebote zu finanzieren. Die Versorgungssituation bei der psychischen Gesundheit sei prekär. Die kantonale Gesundheitsdirektion wies die Vorwürfe zurück. Beiträge für die Freizeitangebote seien sogar leicht angehoben worden. Zudem sei die Gesundheitsdirektion von der UPD nicht über die Abbaupläne informiert worden. Es werden Folgen für die Spitäler der Grundversorgung befürchtet, wie z. B. beim Spital Emmental. Als «bedauerlich» wurde der Abbau beim Sozialdienst der UPD angesehen. Eine Anschlusslösung für die Menschen zu finden, sei nebst der eigentlichen Behandlung das Wichtigste. Kritik übt die Berner Konferenz für Sozialhilfe, Kindes- und Erwachsenenschutz, der kantonale Fachverband Berner Sozialdienste. Die regionalen Sozialdienste verfügten bereits jetzt über zu wenig Kapazität.
Wie am 8. März 2024 mitgeteilt wird, will die Berner Regierung einen "Sicherheitsschirm" von 100 Millionen Franken bereitstellen, damit Spitäler und Psychiatrien vor dem Konkurs bewahrt werden können. Es wird als "eine Art Wende in der Gesundheitspolitik" dargestellt, ein solcher Eingriff wurde bisher ausgeschlossen. Die Mittel sollen in den Jahren 2024 bis 2028 verwendet werden. Die Sparmassnahmen der UPD wurden ergriffen, um die Liquidität zu sichern. Über die Bewilligung wird das Kantonsparlament im Sommer entscheiden.
Der Regierungsrat teilt am 11. März 2024 mit, dass er von der Petition gegen einen Abbau von Angeboten im Bereich der psychischen Gesundheit Kenntnis genommen habe. Er sei sich der angespannten Situation in der Psychiatrieversorgung bewusst. In den Entscheid der UPD, künftig eine Reihe von Angeboten zu streichen, sei die Gesundheits-, Sozial- und Integrationsdirektion (GSI) nicht involviert und hatte davon vorgängig keine Kenntnis. Der Entscheid wurde vom Verwaltungsrat der UPD getroffen und steht in keinem Zusammenhang mit den kantonalen Beiträgen an die UPD. Die GSI wird in den weiteren Prozess der Angebotsprüfung eingebunden und steht mit Mitarbeitenden der UPD im Austausch.
Am 30. April 2024 teilen Der Bund und andere Medien mit, dass die Verwaltungsratsvorsitzende "abserviert" wurde und in Folge der gesamte Verwaltungsrat der UPD sowie der Vorsitzende der Geschäftsleitung das Unternehmen verlassen. Dem gingen Meinungsverschiedenheiten zwischen der UPD-Führung und dem kantonalen Gesundheitsdirektor hinsichtlich der strategischen Ausrichtung voraus. Im Zentrum der Differenzen stehen finanzielle Probleme und die geplante Fusion mit dem Psychiatriezentrum Münsingen.
Am 13. Oktober wird angekündigt, dass die UPD finanzielle Hilfe zur Stabilisierung benötigt. Sie beantragen als erstes und bisher einziges Unternehmen einen Kredit aus dem 100 Millionen Franken schweren Rettungsschirm, den der Grosse Rat eingerichtet hat. Der Plan ist, dass die UPD ab Frühjahr wieder einigermassen auf eigenen Beinen stehen können. Eine Verbesserung der Leistungserfassung und Einsparungen in der Verwaltung sollen erfolgen. Die neue Leitung hat den Stellenabbau grösstenteils rückgängig gemacht. Der Holzplatz wird weiter betrieben, beim Sozialdienst war der Abbau deutlich kleiner als angekündigt. Das Recovery College Bern besteht neu als Verein und beim geschlossenen Freizeitzentrum Metro gäbe es Anzeichen für eine Wiedereröffnung. An der Fusion mit Münsingen wird festgehalten, sämtliche Vorarbeiten werden noch einmal geprüft, nachdem der Regierungsrat eine erste Machbarkeitsstudie als ungenügend kritisiert hatte. Es werden möglichst wenige Standorte angestrebt und einer davon soll auf dem Insel-Campus liegen.

### Geplante Fusion mit dem Psychiatriezentrum Münsingen
Gegenwärtig ist eine Fusion der UPD mit dem Psychiatriezentrum Münsingen (PZM) geplant. Beide Verwaltungsräte haben dieser Fusion einstimmig zugestimmt – der endgültige Entscheid wird vom Regierungsrat Bern gefällt. Es sei «der einzig richtige Weg zur Sicherstellung und Stärkung einer qualitativ hochstehenden integrierten psychiatrischen Versorgung im Kanton Bern und in den angrenzenden Regionen», schreiben UPD und PZM im Communiqué. Die UPD behandle stationär rund 4200 Fälle. Dazu kommen über 60'400 ambulante Konsultationen. Das Psychiatriezentrum Münsingen beschäftigt rund 780 Mitarbeitende, führt fünf Kliniken. Stationär behandelt das PZM 3100 Patientinnen und Patienten. Dazu kommen rund 2400 ambulante Konsultationen. Mit dem Zusammenschluss wollen die beiden Institutionen nicht zuletzt auch die wirtschaftliche Stabilität sicherstellen. Beide Institutionen liegen räumlich nur rund zwölf Kilometer auseinander, stünden heute mit ihren Angeboten in einer Konkurrenzsituation. Auch deshalb sei ein baldiges Zusammengehen unter einem neuen Namen angezeigt.
Ob die Fusion stattfinde, entscheidet die Berner Kantonsregierung, was der Antwort auf einen Vorstoss aus dem Kantonsparlament zu entnehmen ist. Das dafür nötige Geld müsse jedoch das Parlament absegnen. Es gäbe noch offene Fragen bezüglich der Kosten der Fusion und Auswirkungen auf das Personal. Die müsse zuerst abgeklärt werden. Grundsätzlich begrüsse der Regierungsrat die Bestrebungen der Fusion. Wann ein Entscheid gefällt wird, bleibt nach wie vor unklar.
Die Einrichtungen in Bern und Münsingen streben eine Fusion spätestens per 2027 an, seit einem Jahr laufe Grundlagenarbeit unter dem Projektnamen "Morgenrot". Der Regierungsrat verlangt zusätzliche Informationen. Er beauftragte nun die Gesundheits-, Sozial und Integrationsdirektion (GSI), die weiteren Arbeiten zur möglichen Fusion zu begleiten. Unterstützt werden die Psychiatrien von der Unternehmensberatung KPMG. Das stationäre Angebot soll künftig in Gümligen (Alterspsychiatrie), Münsingen (Erwachsenenpsychiatrie) sowie an der Bolligenstrasse (Kinder- und Jugendpsychiatrie, Forensik und Rehabilitation) erbracht werden. Das ambulante Angebot soll gestärkt und ausgebaut werden. Der Regierungsrat verlangt detailliertere Angaben zum künftigen Geschäftsmodell und zur Bauplanung. Weiter fordert er einen ergänzten Businessplan zum Fusionsvorhaben. Dazu gehöre auch eine Gegenüberstellung mit den Planungszahlen jedes der beiden Einzelunternehmen sowie eine detaillierte Vorgehensplanung. Zusätzlich seien weitere Auswirkungen auch finanzieller Art für den Kanton aufzuzeigen. Es wurde eine Absichtserklärung für den Zusammenschluss der kantonalen Psychiatrien unterzeichnet.
Für 2023 sehen die Gewichte bei einer Fusion für UPD und PZM wie folgt aus:
| 2023 | Stationäre Behandlung | Tagesklinische Fälle | ambulante Konsultationen | Mitarbeitende | davon Ärzte und Psychologen |
| ---- | --------------------- | -------------------- | ------------------------ | ------------- | --------------------------- |
| UPD  | 4'277                 | 890                  | 16'514                   | 1246          | 255                         |
| PZM  | 2'890                 | 47                   | 2'493                    | 798           | 73 Ärzte und 51 Psychologen |

### Campus Bolligenstrasse
Das heute Campus Bolligenstrasse genannte Gelände ist auch historisch das Zentrum der UPD bzw. der Psychiatrie in Bern, wo sich die meisten Einrichtungen befinden. Es war früher und ist heute noch als „die Waldau“ bekannt. Der Name wurde für das Gelände und oft auch für die Einrichtung selbst verwendet.
Die UPD hatte 2020 angekündigt, einen Masterplan zu erarbeiten, wie der weitere Ausbau erfolgen soll. Zahlreiche denkmalgeschützte Gebäude erfüllen die Anforderungen an ein Universitätsspital teilweise nicht mehr. Zuerst soll ein Neubau für die heute auf verschiedene Gebäude verteilte Kinder- und Jugendpsychiatrie (KJP) erstellt werden.
Im Januar 2023 wurde der Bericht des Beurteilungsgremiums „Städtebauliche Ideen- und Projektstudie im selektiven Verfahren nach SIA-Ordnung 143“ vorgelegt, der Ideenstudien und Projektbeschriebe vorstellt. Das Beurteilungsgremium empfiehlt einstimmig, den Zuschlag für die Erarbeitung des Masterplans Campus Bolligenstrasse unter der Federführung von Kast Kaeppeli Architekten GmbH, Bern/Basel zu vergeben, deren Ideenstudie in der Phase 1 favorisiert wurde.
Es empfiehlt auch einstimmig, den Zuschlag zur Planung und Ausführung des Neubaus KJP an das Planungsteam unter der Federführung von ARGE Co. Architekten AG/GWJ Architektur AG, Bern gemäss den Ausschreibungsbedingungen zu vergeben.

### Standort Inselareal

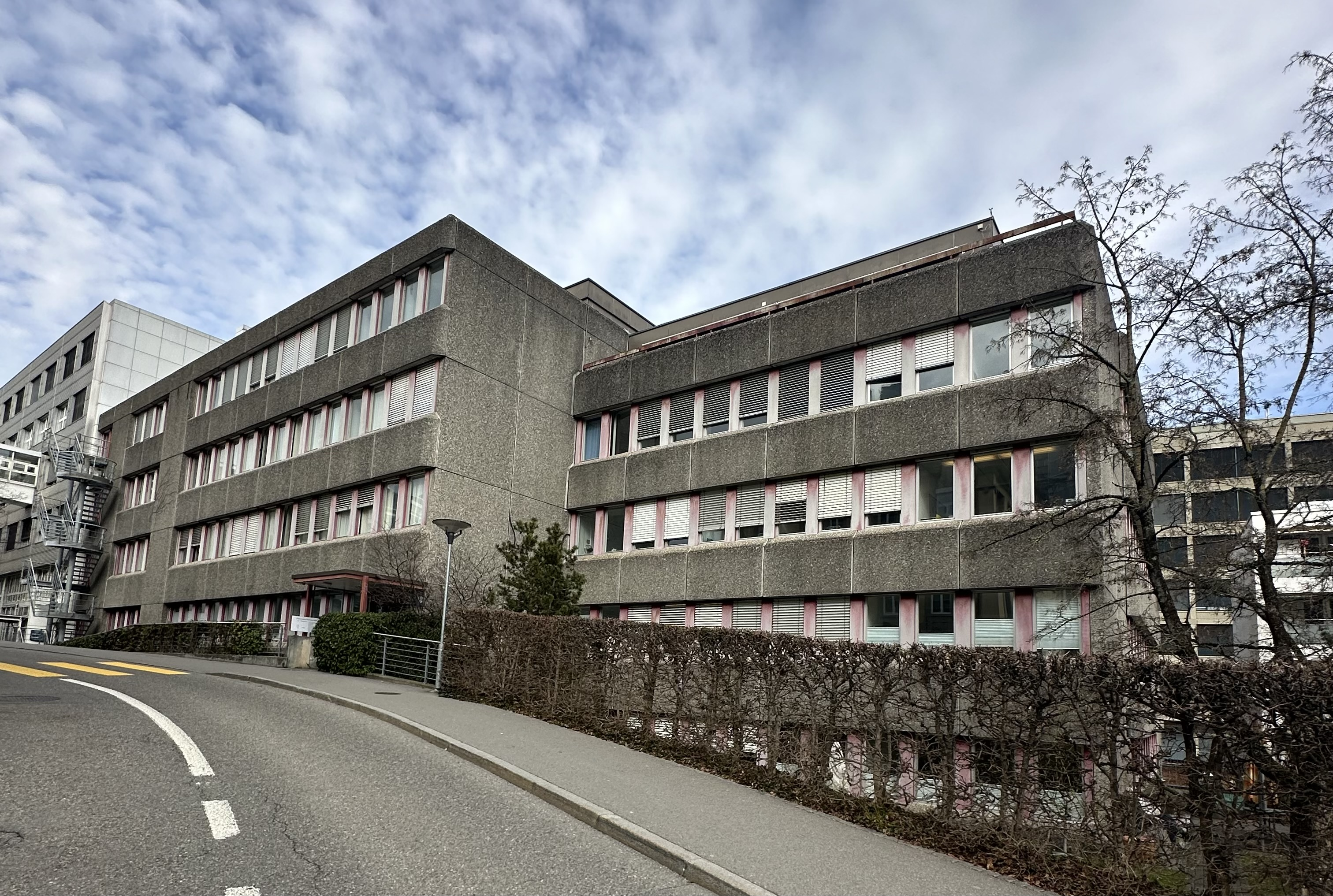
UPD Standort Inselareal

Am Standort Inselspital befinden sich heute die Universitätsklinik für Alterspsychiatrie und Psychotherapie mit Tagesklinik für Alterspsychiatrie sowie das Kriseninterventionszentrum KIZ
Es war 2019 geplant, ein Psychiatriezentrum auf dem Areal des Inselspitals zu errichten. Dies sollte im Loryhaus und dem damaligen Anna-Seiler-Haus (heute Wilhelm-Fabry-Haus) erfolgen. 2022 haben sich diese Pläne zerschlagen. Der UPD bliebe derzeit nichts anderes übrig, als ihren Hauptstandort in der Waldau als Campus Bolligenstrasse auszubauen.

### Standort Siloah Areal Gümligen
Auf dem Siloah-Areal in Gümligen soll ein Zentrum für Alterspsychiatrie und Psychotherapie entstehen. In das Gebäude soll die Universitätsklinik für Alterspsychiatrie und Psychotherapie der UPD Bern einziehen. Die Stiftung Siloah plant, finanziert und baut den neuen Spitalkomplex auf Bestreben der UPD. Baustart soll ab 2024 erfolgen, 2026 soll die Klinik als Mieterin einziehen. Es sind 50 stationäre Plätze vorgesehen. Ein Platz für den nötigen Ausbau auf dem Inselareal war nicht vorhanden. Auf dem Siloah-Campus befinden sich bereits das BESAS (Berner Spitalzentrum für Altersmedizin Siloah), das Langzeitzentrum Siloah sowie das Neurozentrum Siloah, alle betrieben durch die Siloah AG, welche zu 70 % im Besitz der Stiftung Siloah ist.

### Weitere Standorte (Auswahl)
In Köniz befindet sich das Zentrum für Psychiatrische Rehabilitation, in Bümpliz das Gemeindepsychiatrische Zentrum West (GPZ). Ein Therapiezentrum für Essstörungen (TZE) ist in Moosseedorf angesiedelt. In Biel befinden sich eine ambulante Kinder- und Jugendpsychiatrie sowie Tagesklinik für die Region.

## Statistiken für Einrichtungen und Leistungen
Im Geschäftsjahr 2023 vermeldet die UPD ein Minus von knapp 22 Millionen Franken, 2022 betrug der Verlust nur 2,4 Millionen Franken. Die Präsidentin des Verwaltungsrates führt dazu aus: Die Tarife sind seit Jahren weder ausreichend noch kostendeckend. Dazu kommt der starke teuerungsbedingte Anstieg der Betriebskosten, was zu höheren Löhnen und gestiegenen Energiekosten führt...Um kostendeckende Tarife zu erhalten und damit die Unterfinanzierung bewältigen zu können, kündigte die UPD Anfang 2023 die Tarifverträge TARPSY. Für 2019 bis 2023 werden folgende statistischen Angaben gemacht:

| Personal                          | 2024    | 2023    | 2022    | 2021    | 2020    | 2019    |
| --------------------------------- | ------- | ------- | ------- | ------- | ------- | ------- |
| Angestellte Total Vollzeitstellen | 1'307   | 1304    | 1215    | 1117    | 1104    | 1106    |
| … davon Ärzte und Psychologen     | 266     | 261     | 246     | 213     | 209     | 225     |
| … davon Pflege                    | 354     | 361     | 335     | 322     | 316     | 378     |
| … davon Medizinische Fachbereiche | 268     | 256     | 255     | 233     | 237     | 156     |
| … davon Verwaltung                | 189     | 194     | 162     | 143     | 138     | 148     |
| … davon Ökonomie                  | 65      | 68      | 71      | 73      | 87      | 74      |
| … davon technische Betriebe       | 31      | 31      | 32      | 24      | 31      | 16      |
| … davon Praktikanten und Lernende | 134     | 134     | 113     | 109     | 86      | 110     |
| Frauen %                          | 70.0    | 69.2    | 69.3    | 67.5    | 66.5    | 66.4    |
| Männer %                          | 30.0    | 30.8    | 30.7    | 32.5    | 33.5    | 33.6    |
| Leistungen                        | 2024    | 2023    | 2022    | 2021    | 2020    | 2019    |
| Ambulante Stunden                 | 142'458 | 131'109 | 116'727 | 104'444 | 93'572  | 82'909  |
| … Fälle                           | 17'599  | 16'514  | 15'840  | 14'812  | 13'106  | 12'527  |
| Tagesklinisch Betreuungstage      | 31'902  | 29'273  | 28'272  | 25'895  | 24'544  | 30'630  |
| … Fälle                           | 913     | 890     | 873     | 807     | 844     | 1005    |
| … Belegung                        | 91 %    | 84 %    | 81 %    | 80 %    | 72 %    | 88 %    |
| Stationärer Bereich Pflegetage    | 124'057 | 119'303 | 120'078 | 115'615 | 110'659 | 113'980 |
| … Fälle                           | 4'160   | 4'277   | 4'205   | 4'085   | 3'699   | 3'663   |
| … Belegung                        | 93 %    | 90 %    | 91 %    | 96 %    | 93 %    | 96 %    |
| Notaufnahmen stationär            | 2'420   | 2'514   | 2'473   | 2'431   | 2'230   | 1'864   |
| Fürsorgerische Unterbringungen    | 894     | 933     | 719     | 596     | 533     | 615     |
| Betriebsaufwand (Tausend CHF)     | 202'961 | 202'746 | 176'731 | 162'539 | 161'535 | 157'990 |
| Betriebsergebnis (Tausend CHF)    | -8'208  | -22'237 | -2'629  | -3'649  | -308    | +4'555  |

| Klinik                                                                     | Leistung                      | Stunden(h)/Tage(d) | Stunden(h)/Tage(d) | Stunden(h)/Tage(d) | Patienten | Patienten | Patienten | Plätze/Betten | Plätze/Betten | Plätze/Betten | durchschn. Aufenthalt Tage | durchschn. Aufenthalt Tage | durchschn. Aufenthalt Tage | Auslastung % | Auslastung % | Auslastung % |
| Klinik                                                                     | Leistung                      | 2024               | 2023               | 2022               | 2024      | 2023      | 2022      | 2024          | 2023          | 2022          | 2024                       | 2023                       | 2022                       | 2024         | 2023         | 2022         |
| -------------------------------------------------------------------------- | ----------------------------- | ------------------ | ------------------ | ------------------ | --------- | --------- | --------- | ------------- | ------------- | ------------- | -------------------------- | -------------------------- | -------------------------- | ------------ | ------------ | ------------ |
| UK für Psychiatrie und Psychotherapie (UKPP)                               | ambulant (h)                  | 40'000             | 40'591             | 38'896             | 6'417     | 6'613     | 6865      |               |               |               |                            |                            |                            |              |              |              |
| UK für Psychiatrie und Psychotherapie (UKPP)                               | tagesklinisch (d)             | 13'710             | 12'123             | 13'547             | 505       | 524       | 490       | 66            | 66            | 76            | 27                         | 24                         | 28                         | 82           | 73           | 71           |
| UK für Psychiatrie und Psychotherapie (UKPP)                               | stationär (d)                 | 79'159             | 77'079             | 82'312             | 2'793     | 3'120     | 3066      | 236           | 236           | 253           | 28                         | 28                         | 28                         | 92           | 89           | 89           |
| UK für Forensische Psychiatrie und Psychotherapie (seit 2023 eigenständig) | ambulant (h)                  | 9421               | 11'077             | in UKPP            | 1284      | 1132      | in UKPP   | keine         | keine         | keine         | keine                      | keine                      | keine                      | keine        | keine        | keine        |
| UK für Forensische Psychiatrie und Psychotherapie (seit 2023 eigenständig) | tagesklinisch (d)             | 1'700              | 1953               | in UKPP            | 31        | 29        | in UKPP   | 9             | 9             | in UKPP       | 55                         | 67                         | in UKPP                    | 74           | 86           | in UKPP      |
| UK für Forensische Psychiatrie und Psychotherapie (seit 2023 eigenständig) | stationär (d)                 | 5'029              | 4'737              | in UKPP            | 102       | 132       | in UKPP   | 17            | 17            | in UKPP       | 56                         | 41                         | in UKPP                    | 81           | 76           | in UKPP      |
| UK für Kinder- und Jugendpsychiatrie und Psychotherapie                    | ambulant (h)                  | 75'212             | 63'366             | 62'428             | 6879      | 6060      | 6495      |               |               |               |                            |                            |                            |              |              |              |
| UK für Kinder- und Jugendpsychiatrie und Psychotherapie                    | tagesklinisch (d)             | 11'277             | 10'215             | 10'415             | 205       | 213       | 229       | 50            | 50            | 50            | 55                         | 48                         | 45                         | 102          | 92           | 94           |
| UK für Kinder- und Jugendpsychiatrie und Psychotherapie                    | stationär (h)                 | 26'540             | 25'350             | 25'492             | 805       | 739       | 722       | 75            | 75            | 73            | 38                         | 36                         | 39                         | 97           | 93           | 96           |
| Universitätsklinik für Alterspsychiatrie und Psychotherapie                | ambulant (h)                  | 11'750             | 10'205             | 9869               | 1647      | 1606      | 1549      |               |               |               |                            |                            |                            |              |              |              |
| Universitätsklinik für Alterspsychiatrie und Psychotherapie                | tagesklinisch (d)             | 5215               | 4983               | 4310               | 172       | 153       | 154       | 28            | 28            | 28            | 30                         | 33                         | 28                         | 96           | 92           | 79           |
| Universitätsklinik für Alterspsychiatrie und Psychotherapie                | stationär (d)                 | 13'329             | 12'137             | 12'274             | 460       | 418       | 417       | 36            | 36            | 36            | 31                         | 31                         | 33                         | 101          | 92           | 93           |
| Zentrum Psychiatrische Rehabilitation                                      | ambulant (h)                  | 16'914             | 11'456             | 10'384             |           |           |           |               |               |               |                            |                            |                            |              |              |              |
| Zentrum Psychiatrische Rehabilitation                                      | betreut. Wohnen (d)           | 7'428              | 10'474             | 13'028             | 49        | 57        | 65        | 22            | 38            | 40            | 152                        | 184                        | 200                        | 92           | 76           | 89           |
| Zentrum Psychiatrische Rehabilitation                                      | Werkstätten (h)               | 150'243            | 154'636            | 156'746            |           |           |           |               |               |               |                            |                            |                            |              |              |              |
| Zentrum Psychiatrische Rehabilitation                                      | Tagesstätten (d)              | 6433               | 7201               | 6696               |           |           |           |               |               |               |                            |                            |                            |              |              |              |
| Zentrum Psychiatrische Rehabilitation                                      | Massn. berufliche Integration |                    |                    |                    | 588       | 533       | 464       |               |               |               |                            |                            |                            |              |              |              |

## Stiftung der UPD
Die Stiftung UPD kann soziale, karitative, humanitäre, medizinische, ökologische, wissenschaftliche, kulturelle oder andere Institutionen oder Projekte unterstützen. Sie hat öffentlichen und gemeinnützigen Charakter, verfolgt keinerlei Erwerbszweck und ist politisch und konfessionell neutral.
Spenden werden eingesetzt für Leistungen an Patienten in Verbindung mit therapeutischen und rehabilitativen Massnahmen oder ausserordentlichen Situationen, in welchen diese auf unkomplizierte Hilfe von Aussen angewiesen sind, jedoch nicht für Behandlungskosten oder Auslagen Dritter.

## Künstler in der Waldau
Bekannte Bewohner der Waldau waren der Art-brut-Künstler Adolf Wölfli (von 1895 bis 1930) und die Schriftsteller Hans Morgenthaler (1925), Robert Walser (von 1929 bis 1933) und Friedrich Glauser (von 1934 bis 1936). Glauser verfasste dort seine ersten drei Wachtmeister-Studer-Romane: Schlumpf Erwin Mord, Die Fieberkurve und Matto regiert. Letzterer gilt als Schlüsselroman und löste bei seinem Erscheinen 1937 einen Skandal im bernischen Gesundheitswesen aus, in dessen Folge der Waldau gar eine Disziplinaruntersuchung drohte, obwohl Glauser im Roman mit einem früheren Aufenthalt im Psychiatriezentrum Münsingen abrechnete.
Die Kunstwerkstatt Waldau ist eine 2003 geschaffene Einrichtung und ein Verein zur Förderung von Kunstschaffenden mit Psychiatrieerfahrung. Sie werden unterstützt durch ein Atelier, welches sie unentgeltlich benützen können, sowie durch die Organisation und Vermittlung von Kunstausstellungen. Gegen hundert Kunstschaffende haben seit der Gründung der Kunstwerkstatt Waldau im Gemeinschaftsatelier gearbeitet.

## Schweizerisches Psychiatrie-Museum Bern
Walter Morgenthaler war von 1908 bis 1910 Assistenzarzt und von 1913 bis 1920 Oberarzt in der psychiatrischen Klinik. Er sammelte historische Gegenstände und Dokumente und richtete damit in zwei Räumen der heutigen «Alten Klinik» eine Ausstellung ein, womit er den Grundstock für das Schweizerische Psychiatrie-Museum legte. Dieses befindet sich heute auf dem Areal des Standorts Bolligenstrasse (Waldau) im ehemaligen «Pfründerhaus».

## Geschichte

### Geschichte der Psychiatrie in Bern vor Gründung der UPD
Die Geschichte der UPD bzw. der Psychiatrie in Bern geht bis in das Mittelalter zurück. 1491 wurde das Siechenhaus für Leprakranke (wahrscheinlich Bolligenstr. 127) aus der Stadt Bern auf das Breitfeld verlegt.
1598/1601 wurde ein Blatternhaus (Bolligenstr. 135) erbaut und mit dem Siechenhaus unter gleiche Verwaltung gestellt.
Auf diesem Breitfeld wurde 1749 das "Tollhaus" eröffnet, was als Geburtsstunde der Psychiatrie auf diesem Gelände gelten kann.
1756 bis 1759 wird das Blatternspital neu erbaut und 1765 vollendet (Boligenstr. 127). Das Blatternhaus wird danach umgebaut und zweimal um je 1 Stock erhöht und Kurhaus genannt. Ein Ratsbeschluss vom 8. Mai 1765 vereinigte das Siechen, das Blattern- und das Tollhaus und gibt dieser Stiftung den Namen "Ausserkrankenhaus.
1830 wurde das Tollhaus in "Irrenanstalt" umbenannt.
Albrecht Tribolet wurde 1834 zum ausserordentlichen Professor für Gerichtliche Medizin und syphilitische Krankheiten ernannt und der Leiter des Ausserkrankenhauses. 1839 reichte Tribolet aufgrund von Querelen seinen Rücktritt ein und gründete eine private Nervenheilanstalt im von ihm erworbenen Alten und Neuen Schloss Bümpliz, die er bis 1848 betrieb.
Bei der Kantonalen Volkszählung 1846 wurden geistig abnorme Menschen erfasst und in "Blödsinnige" (von Geburt an geisteskrank) und "Wahnsinnige" (unter einer später erworbenen Krankheit leidend) aufgeteilt. Erstere waren 2527, letztere 565 Menschen. Die tiefsten Anteile an der Gesamtbevölkerung lagen mit zwischen 1,95 und 2,70 Promille in den Bezirken des Landesteiles Jura. Die höchsten Prävalenzen, von 10,29 bis 11,95 Promille waren verteilt in den Bezirken der Landesteile Mittelland und Oberland. Der Bezirk Bern, wo auch die Patienten des Tollhauses lebten, verzeichnete 8,26 Promille.
Tribolet kehrte als Präsident der Baukommission für die 1850 bis 1855 gebaute "Irren-, Heil- und Pflegeanstalt Waldau" (heute Zentralgebäude) zurück und 1852 erfolgte die Namensgebung "Waldau" auf seine Anregung hin. Die Anstalt wurde am 18. November 1855 eingeweiht, Albrecht Tribolet war der erste Direktor und wurde zugleich Professor an der Universität.
Im Jahr 1861 wurden erste klinische Vorlesungen über Psychiatrie gehalten und damit erfolgte die Anbindung an die Medizinische Fakultät der Universität Bern.
1870 wurde in der Volkszählung die Rubrik "geisteskrank" eingeführt. Im Kanton Bern wurden 1929 Bürger (1919 weiblich, 1010 männlich) gezählt, das entspricht 3,8 Promille. Volkszählungen wurden bis dahin ohne Ärzte durch Volkszähler, Unterstatthalter, Statthalter und Pfarrer ausgeführt.
1871 wurde in einer Spezialerhebung diese Zahlen neu bestimmt. Ein Grund war die Überlastung der Waldau. Fescheren, Sekundärarzt in der Waldau, wurde beauftragt, eine ausführliche Statistik zu erstellen. Er unterschied angeborene Geisteskrankheiten (Idiotismus und Cretinismus) von erworbenen Formen in Anlehnung an Wilhelm Griesinger. 60 Ärzte wurden gebeten, alle Krankheiten in ihre Statistik aufzunehmen. Es wurden 2804 Kranke gezählt, 1512 angeborene und 1292 erworbene Formen. Mit dieser Zählung wurde  Bedarf an weiteren staatlichen Anstalten nachgewiesen.
1884 wurde die Einrichtung als "Bernische kantonale Irrenanstalt" an den Kanton übergeben und von der Insel-Kooperation losgelöst.

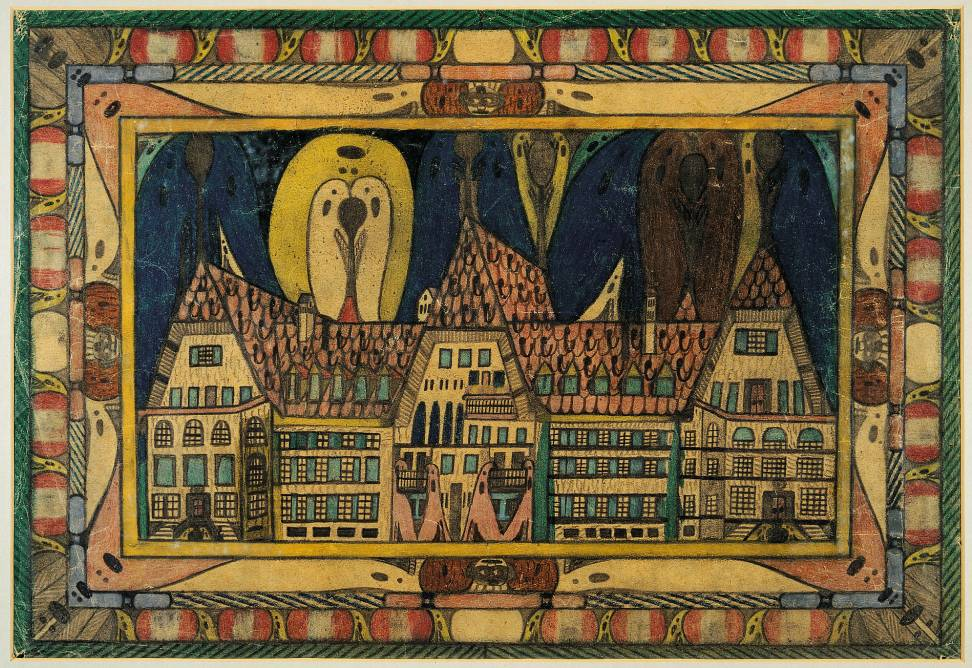
Die Waldau auf einer Zeichnung von Adolf Wölfli (1921)

1934 wurde die Psychiatrische Poliklinik in der Stadt Bern unter der Leitung von Jakob Wyrsch (1892–1980) eröffnet.
1967 erfolgte die Umbenennung in "Psychiatrische Universitätsklinik Bern (PUK) auf Beschluss des Regierungsrates als Reaktion auf gleiche Umbenennungen der übrigen psychiatrischen Universitätsspitaler der Schweiz.
1932 wurde die Kantonale Kinderbeobachtungsstation Neuhaus unter der Leitung von Arnold Weber eröffnet. 1969 wird die Kinderpsychiatrische Klinik Neuhaus, die seit 1961 unter der Leitung von Walter Züblin steht, verselbständigt – ebenso wie die Psychiatrische Poliklinik unter Leitung von Theodor Spoerri.
1979 wurde ein kantonalen Psychiatriekonzept von 1977 realisiert: Schaffung des übergeordneten «Departements für Psychiatrie der Universität Bern», dem die vier universitären Kliniken unterstehen:
- die Psychiatrische Universitätsklinik (PUK) unter Direktor Wolfgang Böker,
- die Psychiatrische Universitätspoliklinik (PUPK) unter Leitung von Edgar Heim,
- die Sozialpsychiatrische Universitätsklinik (SPK) unter der Leitung von Luc Ciompi sowie
- die Kinder- und Jugendpsychiatrische Universitätsklinik (PUKJ) mit der ihr angegliederten Poliklinik (PUPKJ) unter der Leitung von Walter Züblin.[74]

1982 wurde die Forschungsabteilung für «Theoretische und Evaluative Psychiatrie» unter Hans Dieter Brenner eröffnet.
Am letzten Tag der Psychiatrischen Universitätsklinik (PUK) arbeiten 800 Mitarbeiter, davon 52 Ärzte und Psychologen sowie 238 Pfleger dort.

### Geschichte der UPD
Die UPD entstand unter dem Namen Universitäre Psychiatrische Dienste Bern im Jahr 1996 durch den Zusammenschluss der Sozialpsychiatrischen Universitätsklinik und der Psychiatrischen Universitätsklinik sowie der Angliederung der Klinik und Poliklinik für Kinder- und Jugendpsychiatrie. Die Kliniken für Erwachsenenpsychiatrie erhielten die Bezeichnung «UPD Bern Mitte/West» (geleitet von Hans-Dieter Brenner) und «UPD Bern Ost» (geleitet von Wolfgang Böker). Die Psychiatrische Universitätspoliklinik (PUPK) bleibt der Inseldirektion unterstellt und die Abteilung für Forensische Psychiatrie wird mit dem Institut für Rechtsmedizin verbunden. Die Bezeichnung «Waldau» als Name für Einrichtungen auf dem Breitfeld-Areal bleibt erhalten.
1998 übernimmt Werner Strik die Leitung der Universitätsklinik für Klinische Psychiatrie.
2000 erfolgt eine Umbenennung der beiden Kliniken für Erwachsenenpsychiatrie: «UPD Bern Mitte/West» wird zur «Direktion für Sozial- und Gemeindepsychiatrie» (DSGP), «UPD Bern Ost» zur «Direktion für klinische Psychiatrie» (DKP).  Thomas Dierks wird als Extraordinarius Direktor der «Abteilung für theoretische und evaluative Psychiatrie» (ATEP). Sie wird umorganisiert und erhält ihrem neuen Forschungsschwerpunkt gemäss den Namen «Abteilung für psychiatrische Neurophysiologie» (APN)
2002 setzt Gesundheits- und Fürsorgedirektion eine neue Führungsstruktur mit einer dreiköpfigen Geschäftsleitung ein, in der die Bereiche Medizin, Pflege und Verwaltung vertreten sind.
2003 wurden innerhalb der stationären Psychiatrie wichtige Massnahmen für eine sozialpsychiatrische Orientierung der UPD gesetzt: Lastenausgleich zwischen den Stationen, Verbesserung der Behandlungskontinuität durch Reduktion unnötiger klinikinterner Verlegungen und die Schaffung von vergleichbaren Infrastrukturen, Stationsgrössen und Organisationsstandards. Auch die soziokulturelle Animation wurde mit der Schaffung eines Freizeitzentrums im Zentralbau («Metro») ausgebaut.
2005 wurden von der Gesundheits- und Fürsorgedirektion die beiden Kliniken der Erwachsenenpsychiatrie wieder zusammengeführt.
Im Januar 2013 setzte die Gesundheits- und Fürsorgedirektion des Kantons Bern das «UPDBoard» als Beratungsorgan für die Leitung der UPD ein. Robert Furrer, der Leiter, sieht eine schwierige Konstruktion mit verschiedenen strukturellen Problemen (z. B. gleichzeitig Universität und Versorgungseinrichtung sein, sowie unterschiedliche Konzepte der psychiatrischen Versorgung).
2014 wurde dieses durch einen Übergangsrat ersetzt, den ebenfalls Robert Furrer präsidierte. Es sollte ein strategisches Gremium analog eines Verwaltungsrates sein, um die UPD zu einer Aktiengesellschaft zu machen. Der Bernische Grosse Rat hatte sich für eine Verselbständigung im März 2012 ausgesprochen. Die bernische Gesundheits- und Fürsorgedirektion (GEF) kommt diesem Auftrag mit der Gründung nach. Das Kantonsparlament hatte einen UPD-Übergangsrat gefordert, weil ihm das bestehende UPD-Board als zu zahnlos erschien.
Per 1. Januar 2017 wurde die UPD zu einer gemeinnützigen Aktiengesellschaft verselbstständigt und der Übergangsrat hat seine Arbeit per Ende 2016 abgeschlossen.